# Nová Rachel
Nová Rachel (v anglickém originále The New Rachel) je první epizoda čtvrté série amerického hudebního televizního seriálu Glee a v celkovém pořadí šedesátá sedmá epizoda tohoto seriálu. Scénář k ní napsal Ryan Murphy, režíroval ji Brad Falchuk a poprvé se vysílala na televizním kanálu Fox dne 13. září 2012. V epizodě najdeme Rachel (Lea Michele), která začíná studovat na Newyorské akademii dramatických umění (NYADA), zatímco na McKinleyově střední se sbor New Directions, který je národním šampionem, musí znovu rozběhnout, protože z něj ubylo osm členů - maturantů. V tomto díle se poprvé objevuje speciální hostující hvězda Kate Hudson jako Rachelina učitelka tance, Cassandra July a Whoopi Goldberg se vrací jako děkanka z NYADY, Carmen Tibideaux.
Od čtvrté série byl mezi hlavní postavy povýšen Chord Overstreet jako Sam Evans, naopak z hlavních postav byly odebrány Jayma Mays jako Emma Pillsbury a Dianna Agron jako Quinn Fabray, které se nadále budou objevovat pouze jako hostující hvězdy.

## Příběh

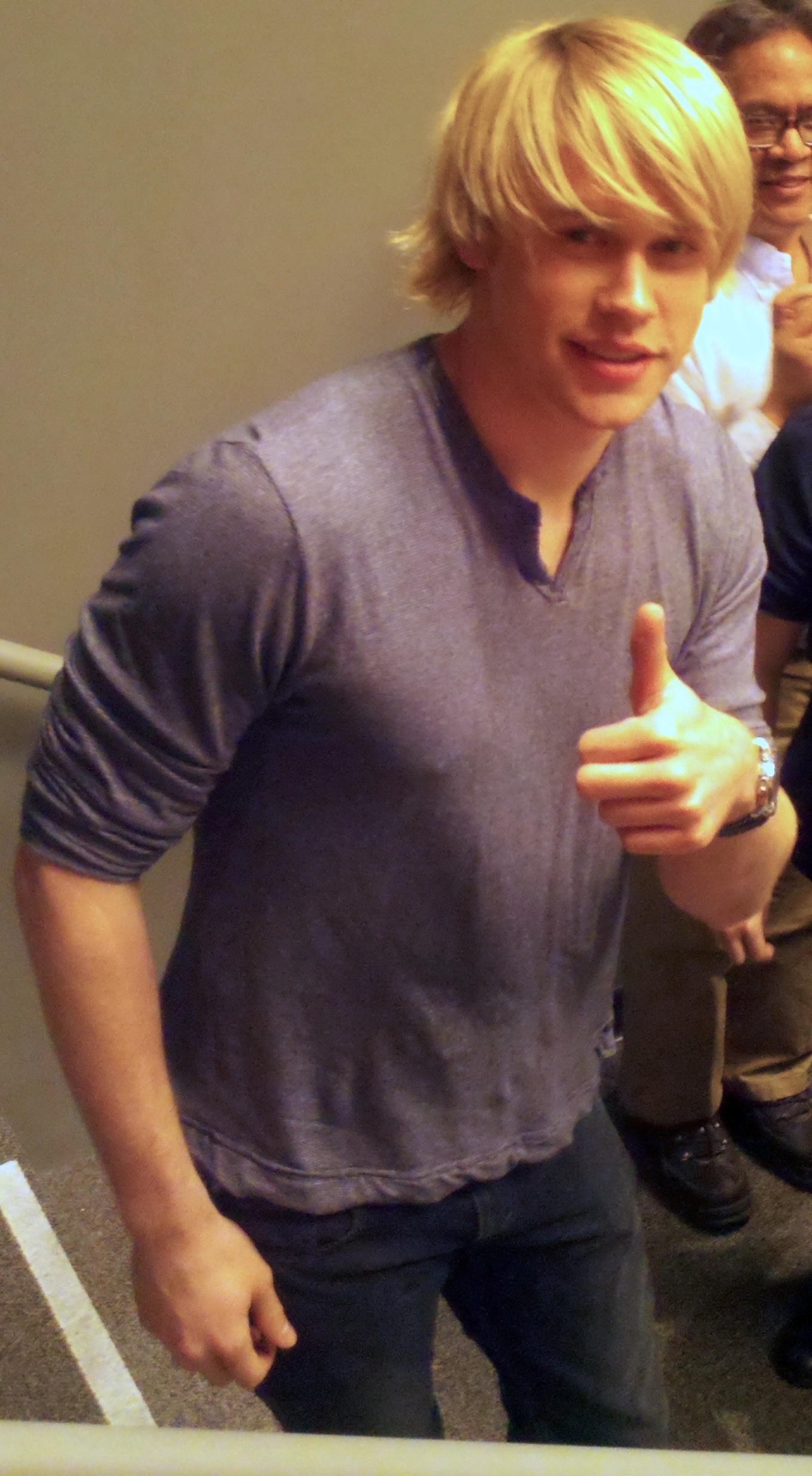
Od této epizody byl Chord Overstreet (na obrázku) povýšen mezi hlavní aktéry seriálu

Rachel Berry (Lea Michele) omylem urazí Cassandru July (Kate Hudson), svou učitelku tance na Newyorské akademii dramatických umění (NYADA) v New York City. Učitelka na ní ihned začne vyvíjet tak velký tlak, jak jen dokáže. Rachel se také spřátelí s o rok starším studentem školy, Brodym Westonem (Dean Geyer), který ji pomáhá přizpůsobit se životu na koleji. Rachel později Cassandru konfrontuje ohledně její šikany vůči Rachel. Cassandra chce vyjádřit svou nadřazenost oproti ní a vystupuje s mashupem "Americano" od Lady Gaga a "Dance Again" od Jennifer Lopez.
V Limě v Ohiu se vedoucí sboru Will Schuester (Matthew Morrison) sejde ze zbývajícími členy New Directions—Artiem Abramsem (Kevin McHale), Tinou Cohen-Chang (Jenna Ushkowitz), Brittany Pierce (Heather Morris), Samem Evansem (Chord Overstreet), Blainem Andersonem (Darren Criss), Sugar Mottou (Vanessa Lengies) a Joem Hartem (Samuel Larsen)—kteří se stali populárními poté, co vyhráli národní kolo soutěže sborů. Will oznámí, že Wade "Unique" Adams (Alex Newell) přestoupil na McKinleyovu střední, aby se připojil k New Directions.
Tina, Brittany, Blaine a Wade se rozhodnou, že budou soutěžit o to, kdo bude "nová Rachel" a vystupují s písní "Call Me Maybe" od Carly Rae Jepsenové pro Artieho, který byl požádán, aby zvolil vítěze. Ten nakonec vybírá Blaina. Absolvent McKinleyovy střední Kurt Hummel (Chris Colfer) navštěvuje trenérku roztleskávaček Sue Sylvester (Jane Lynch), aby poznal její malou dceru Robin a je mu představena Kitty (Becca Tobin), Suina nová chráněnka a hlavní roztleskávačka, která ho zesměšní kvůli tomu, že dosud není na vysoké škole.
New Directions vyhlásí konkurz, aby mohli vyhledat nové členy pro sbor. Student, který sám sebe identifikuje jako Jake (Jacob Artist) zpívá "Never Say Never" od The Fray, ale rozzlobí se, když mu není umožněno dokončit písničku a vybuchne vzteky. Další kandidátka, Marley Rose (Melissa Benoist), vystupuje s "New York State of Mind" od Billyho Joela, s tou samou písní, kterou i Rachel zpívá na hodině v NYADĚ, poté, co viděla, Carmen Tibideaux (Whoopi Goldberg) přerušila ve zpěvu první prvačku, která se jí snažila svým zpěvem ohromit. Rachel si od Carmen vyslouží "pěkné" a také zaujme Brodyho, který ji později skládá komplimenty a pomáhá jí srovnat se s podivností New Yorku a tlakem na NYADĚ. Marley je přijata do New Directions, ale je zklamaná, když uslyší, že si členové sboru dělají legraci z obézní kuchařky v jídelně (Trisha Rae Stahl), o které prozradí, že je její matka. Sam a New Directions se později za své chování omluví a jejich chování motivuje Kitty, aby je opět považovala za nepopulární a vylila ledovou tříšť na Marley a Unique. Blaine pozve Marley, aby zpívala sólo na další zkoušce sboru.
Blaine zpívá "It's Time" od Imagine Dragons, aby povzbudil Kurta, aby se vydal do New Yorku a následoval své sny. Kurt to brzy doopravdy udělá a jeho otec Burt (Mike O'Malley) ho odváží na letiště, kde mají srdceryvné rozloučení. Will se dozví, že Jake je ve skutečnosti nevlastní bratr Noaha "Pucka" Puckermana (Mark Salling). Pozve Jaka, aby se připojil k New Directions, protože ví, že to Puckovi pomohlo. Will také vysvětluje, že Jakovo vystoupení přerušil proto, že už viděl, že je dobrý, ale Jake to odmítá, nechce slevit ze svého hněvu a dodává, že v ničem není jako jeho nevlastní bratr.
Rachel a Kurt se znovu setkávají v New Yorku a Kurt navrhuje, že by si měli pronajmout malý byt, do kterého se společně nastěhují. Marley a New Directions vystupují s písní "Chasing Pavements" od Adele, zatímco je zpovzdálí sleduje Jake.

## Seznam písní
- "Sister Christian"
- "Call Me Maybe"
- "Americano" / "Dance Again"
- "Never Say Never"
- "New York State of Mind"
- "It's Time"
- "Chasing Pavements"

## Hrají
| Chris Colfer      | Kurt Hummel           |
| Darren Criss      | Blaine Anderson       |
| Jane Lynch        | Sue Sylvester         |
| Kevin McHale      | Artie Abrams          |
| Lea Michele       | Rachel Berry          |
| Cory Monteith     | Finn Hudson           |
| Heather Morris    | Brittany Pierce       |
| Matthew Morrison  | William Schuester     |
| Chord Overstreet  | Sam Evans             |
| Amber Riley       | Mercedes Jones        |
| Naya Rivera       | Santana Lopez         |
| Mark Salling      | Noah „Puck“ Puckerman |
| Harry Shum mladší | Mike Chang            |
| Jenna Ushkowitz   | Tina Cohen-Chang      |